# Феня
Офенский (ранее «суздальское наречие», самоназвание — «фе́ня»), кантюжный, ламанский, аламанский или галивонский язык — язык, сформировавшийся на Руси, в эпоху Средневековья, и первоначально использовавшийся офенями (бродячими торговцами). 
Боготаскатели — «офени, занимающиеся перепродажей икон» создали тайный язык, придумав новые корни и оставив традиционную русскую морфологию, и использовали этот придуманный язык для общения «не для чужих ушей». Впоследствии феней стали называть современный уголовный жаргон («воровской жаргон», «блатной жаргон» и тому подобное, разговаривать на таком языке — «по фене ботать»).

## Название
Существует ряд гипотез относительно происхождения названия языка — «феня».
Основные лингвистические гипотезы:
- С. Н. Введенский, а за ним В. Д. Бондалетов, связывают имя офеней с названием предмета их торговли, — ὀυονη, ὀυνἱον, — тонкого льняного полотна, привозимого на Русь из Греции[6][7].
- М. В. Арапов предполагает, что «слово офеня, — торговец предметами культа, — восходит к слову ахвес условных языков запада России», в которые оно попало «через посредство еврейского населения» от одного из названий иудейского бога Яхве[8].
- В. И. Григорович выдвинул гипотезу, согласно которой слово «афень» происходит из языка «татов» (мариупольских греков) ἀφέν, ἄφην — «оставленный, отошедший».[9] В подтверждение сторонники данной гипотезы приводят обилие греческих корней в лексике офеней.

Согласно этнологическим гипотезам:
1. торговцы-ходебщики, которые вели связи и с Грецией и доходили до венгерского города Офен (Буда);
2. или, как полагал Я. П. Горелин, это остатки кочевого народа, мазыков, который происходил от греков-афинян, или финское племя меря[10];
3. или, как полагал А. Кайдалов, это один из скифских народов[11].
4. В блатной среде есть легенда что этот язык придумал человек по имени Афоня, коротко Феня (пример Саня, Федя, Надя и прочее). По этому говорить по Фене означало говорить по Афоньски.

## Сфера распространения
Исходная
Помимо боготаскателей (офеней) существовало по крайней мере ещё одно русское профессиональное сообщество, предпочитавшее использовать тайный язык, — жгоны, заволжские «валяльщики» — изготовители валенок.[уточнить] Алексей Михайлович Полюхов сообщает следующую «жгонскую» поговорку: «Жгоны жгонили, шошили, сары скосали, ухлили», то есть валяльщики работали (катали сапоги), портили (гнали брак), взяли деньги и ушли.

## Письменность
Феня является преимущественно разговорным языком, но изредка применяется при составлении «маляв» и для коммуникации между разделёнными в пространстве носителями языка посредством различных ухищрений типа тюремной почты (перестукивания и т. п.). Письменность на основе кириллицы.

## Лингвистическая характеристика
Лексикон фени, употреблявшейся в Позднем Средневековье и в Раннее Новое время, характеризуется обилием греческих, идишских, реже финно-угорских корней.
Впоследствии, к началу периода Новейшей истории, язык претерпел существенные изменения в связи с кардинальным изменением языковой среды (если исходно он возник и долгое время развивался как язык торговцев, то к началу XX века он превратился в язык ссыльных, политкаторжан и заключённых, а также профессиональных, идейных преступников).

## История изучения
В конце XV века в Базеле вышла в свет «Liber Vagatorum» («Книга бродяг»). Первое издание на немецком языке осуществлено в Германии в 1515 году. Эта многократно переиздававшаяся книга описывает жизнь нищих и их вождей; в ней приведён глоссарий языка нищих, доля иврита в ней — 22 %. Дам Михаель в своей статье «Языка раввинов и воров хохумлойшен» пишет: «В Средние века, в Новое время в Германии на тайном языке „лашон хохма“, или Kokumloschen общались между собой воры, нищие и бродяги». Еврейский лошенкойдеш (священный язык), языковый слой идиша, состоящий из ивритских и арамейских слов священных текстов, проник в воровское арго чуть ли не раньше, чем возник сам идиш. Немецкий филолог Й. фон Трайн классифицирует язык уголовного мира, «хохемер-лошен», как смесь немецкого и еврейского языков, распространённых среди воров, нищих и цыган.
Ценное наблюдение о «суздальском наречии», как в то время называлась «феня», оставил российский лингвист немецкого происхождения П. С. Паллас в «Сравнительных словарях всех языков и наречий», опубликованных в 1787 году:

Что касается до Суздальскаго наречия, то оное есть смешанное частью из произвольных слов, частью изо греческих в российские обращенных, так как немецкий язык, жидами употребляемый, еврейскими словами искаженный. Торги, кои от Суздаля производятся даже до Греции, могут изменению сему быть причиною.
Оригинальный текст (рус. дореф.)Что касается до Суздальскаго нарѣчїя, то оное есть смешанное частью изъ произвольныхъ словъ, частїю изо Греческихъ въ Российскїя обращенныхъ, такъ какъ Нѣмецкой языкъ, жидами употребляемый, Еврейскими словами изкаженный. Торги, кои отъ Суздаля производятся даже до Грецїи, могутъ измѣненїю сему быть причиною.
— Паллас П. С., 1787.
Такой взгляд характерен для того периода развития русской лингвистической науки, когда суздальское наречие (офенский язык) рассматривалось как одно из основных двенадцати наречий русского языка.